# Let Ázerbájdžánských aerolinií J28243
Let Azerbaijan Airlines J28243 byl pravidelný spoj Ázerbájdžánských aerolinií (AZAL) na trase Baku–Grozný. Dne 25. prosince 2024 došlo k havárii tohoto letu poblíž města Aktau v Kazachstánu zřejmě při pokusu o přistání poté, co letoun Embraer 190 v posledních desítkách minut prudce stoupal a klesal. Na místě nehody propukl požár.
Dle Flightradar24 bylo letadlo vystaveno silnému rušení GPS. Podle výpovědi přeživších během pokusu o přistání v Grozném trup letounu utrpěl náraz spojený se sérií explozí. Dne 26. prosince činitelé Ázerbájdžánu uvedli, že jejich předběžné vyšetřování za příčinu nehody určilo sestřel stroje silami protivzdušné obrany Ruské federace.
Dle šéfa ruské federální agentury pro leteckou dopravu Rosaviacija Dmitrije Jadrova nad Grozným, kam letadlo původně směřovalo, panovala hustá mlha a následně byl kvůli útoku ukrajinských dronů vyhlášen tzv. režim kavjor, předpokládající okamžitý odlet všech strojů z daného vzdušného prostoru, a pilotům údajně byla nabídnuta k přistání jiná letiště. Dle ruského investigativního serveru Russkij kriminal však k vyhlášení kavjoru došlo až po zásahu letadla, dle ukrajinského ministerstva zahraničí následně Rusové ve snaze zamaskovat sestřel odmítli povolit přistání na území Ruské federace a doufali, že letadlo spadne nad Kaspickým mořem.

## Let

Trasa letu J28243 (přerušovaně odhadovaná trasa během výpadku kontaktu)

Letadlo odstartovalo z Baku v 7:55 místního času. Cílem letu bylo letiště v Grozném. Let byl odkloněn kvůli mlze v cílové destinaci. Nejdříve bylo odkloněno na letiště v Machačkale, později na letiště v Aktau. Během letu nad Kaspickým mořem letadlo hlásilo silné rušení GPS signálu. V 10:07 místního času se znovu objevilo na radaru, avšak letělo mimo svou obvyklou trasu. V 10:28 se přerušila radiová komunikace. V 10:30 letadlo narazilo do země.
Na záběrech nehody je vidět, že během nárazu na zem byl vysunut přistávací podvozek. Letadlo dopadlo na zem pod strmým úhlem, přičemž jako první se dotklo země pravým křídlem. Poté se převrátilo a došlo k explozi. Letadlo se rozdělilo na dvě části a na místě brzy vypukl požár. Ocasní část letadla zůstala převrácenou stranou dolů, mimo hlavní trosky, a požár ji nezasáhl.

## Letadlo
Jednalo se o letadlo Embraer E190AR vyrobené v roce 2013. Registrace letadla byla 4K-AZ65. Letadlo bylo na poslední servisní kontrole v říjnu 2024. Letadlo neslo jméno regionálního města Gusar. Letadlo mezi lety 2017 a 2023 létalo pro dceřinou společnost Buta Airways.
Letadlo celkově uletělo 15 257 letových hodin. Od posledního servisu letadlo uletělo 671 letových hodin.

## Vyšetřování
Ázerbájdžán a Kazachstán zřídily komise, které mají vyšetřit okolnosti nehody. Komisi v Kazachstánu vede místopředseda vlády Kanat Bozymbajev, zatímco komisi v Ázerbájdžánu řídí premiér Ali Asadov. Embraer nabídl součinnost s vyšetřováním nehody.

#### Sestřel ruskou protivzdušnou obranou
Podle informací z vyšetřování nehody, dle agentury Reuters potvrzené zdroji z Ázerbájdžánu letadlo neúmyslně sestřelila ruská protivzdušná obrana. Na vertikálním stabilizátoru a křídlech byly nalezeny stopy připomínající poškození způsobené výbuchem. Záchranná vesta jednoho ze svědků nesla stopy po šrapnelu. Podle těchto stop by mohlo jít o zásah systémem Pancir-S1. Poškození letounu protivzdušnou obranou by navíc nasvědčovala i následná zhoršená ovladatelnost.
Údajně v době letu nad Grozným na Grozný zároveň útočily drony ukrajinské armády. V 9:35 místního času letadlo přeladilo transpondér na kód 7700 (stav nouze) a oznámilo silné rušení GPS signálu. Letadlo se rovněž setkalo s chybnými údaji systému ADS-B. Vladimir Putin se omluvil za tragický incident. Omluva proběhla během telefonického hovoru s prezidentem Ázerbájdžánu Ilhamem Alijevem. Prezident rovněž uvedl, že šlo o neúmyslné sestřelení, avšak kritizoval ruskou stranu za její snahu tento omyl utajit.
Dne 4. února 2025 představitel Ázerbájdžánu informoval agenturu Reuters, že ázerbájdžánská strana za mezinárodní pomoci identifikovala fragmenty střely země-vzduch nalezené ve vraku letounu jako pocházející ze systému Pancir-S. Ruská strana se k tomuto faktu nevyjádřila.

#### Ruské tvrzení o střetu s ptáky
Ruská Federální agentura pro leteckou dopravu (Rosaviacija) hovoří o tom, že letadlo spadlo z důvodu střetu s ptáky. Poškození zadní části po střetu s pomalu letícími ptáky však nebylo pravděpodobné. Navíc nebylo ruskou stranou hodnověrně vysvětleno, proč by letadlo po střetu s ptáky nouzově nepřistálo na území Ruské federace, ale pokračovalo přes Kaspické moře.

#### Technická závada
Jednou z možných příčin mohla být i technická závada, o níž spekulovali zejména letečtí blogeři krátce po pádu, tato varianta ovšem nevysvětlovala množství děr v trupu.

## Lidé na palubě
Na palubě bylo dohromady 67 lidí. Kapitánem letadla byl Igor Kšnjakin, prvním důstojníkem Alexandr Kaljaninov, dohromady měli nalétáno 10 000 letových hodin. Piloti letadla a letuška byli pohřbeni na hřbitově 2. Aleje cti. Posmrtně obdrželi vyznamenání Hrdina Ázerbájdžánu. Dva přeživší byli vyznamenáni Řádem odvahy 1. stupně.
| Státní příslušnost | Pasažéři | Posádka | Oběti | Přeživší |
| ------------------ | -------- | ------- | ----- | -------- |
| ázerbájdžánská     | 32       | 5       | 23    | 9        |
| německá            | 1        | -       | ?     | 0        |
| ruská              | 15       | -       | 7     | 8        |
| kazachstánská      | 7        | -       | 6     | 0        |
| kyrgyzská          | 3        | -       | 0     | 3        |
| Celkem             | 62       | 5       | 42    | 25       |

## Reakce

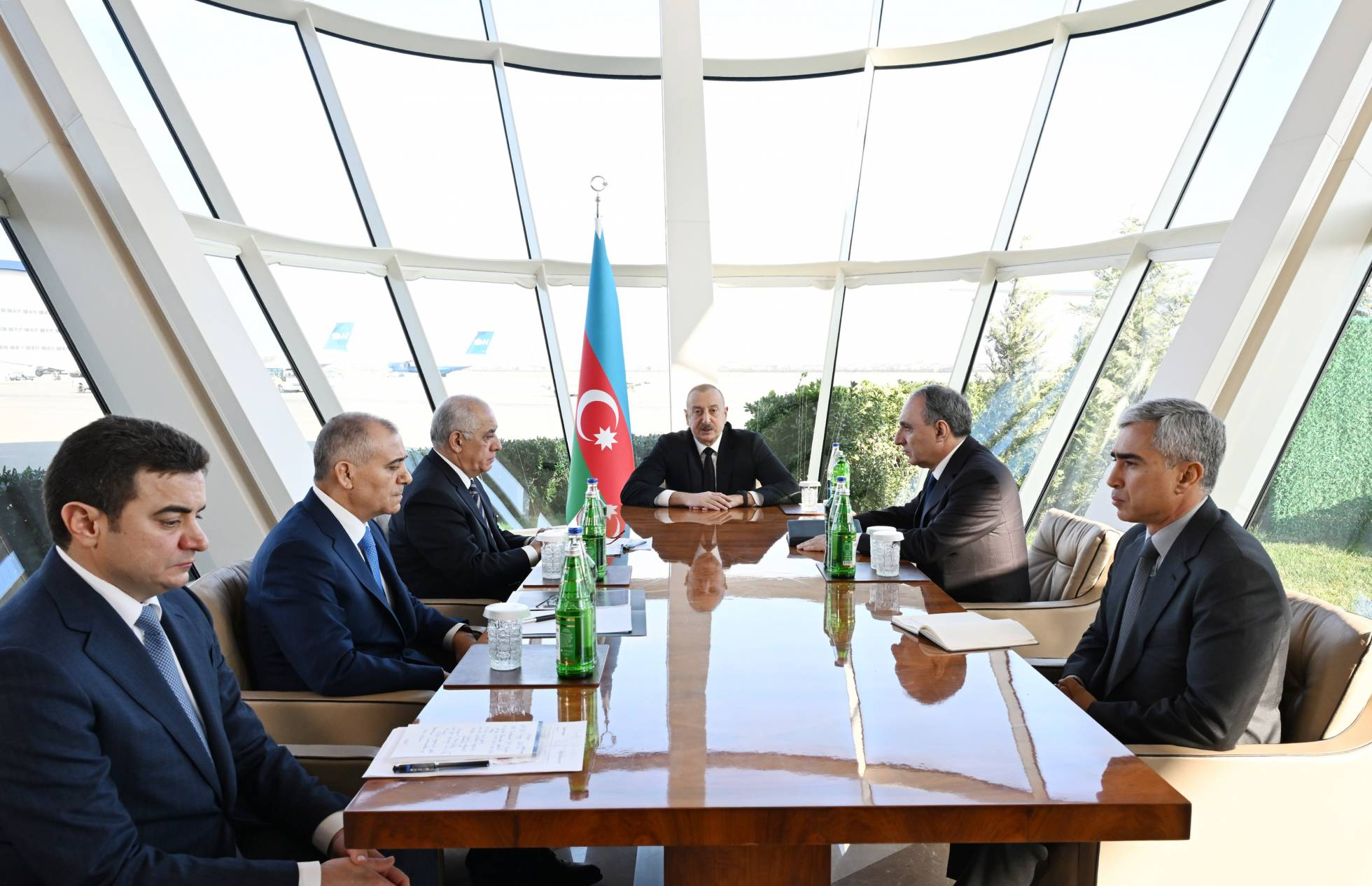
Prezident Ilham Alijev během neformálního zasedání vedení SNS kvůli nehodě letadla

Prezident Ázerbájdžánu Ilham Alijev přerušil návštěvu Ruska a vrátil se do Baku. Mnoho představitelů států kondolovalo, mezi kondolujícími byli:
- Francouzská ambasáda[36]
- Gruzínská ambasáda[37]
- Izraelská ambasáda[38]
- Litevská ambasáda [39]
- Ruský prezident[40]
- Turecký prezident[41]
- korunní princ Saúdské Arábie[42]

Tiskový mluvčí ruského prezidenta Vladimira Putina Dmitrij Peskov uvedl, že je třeba vyčkat na závěry vyšetřování. Čečenský vůdce Ramzan Kadyrov nabídl finanční pomoc všem raněným a rodinám zemřelých, na což administrativa ázerbájdžánského prezidenta Alijeva reagovala odmítnutím a vzkázala, že „Ázerbájdžán požaduje přiznání, omluvu a výplaty příslušných oficiálních kompenzací."

## Následky

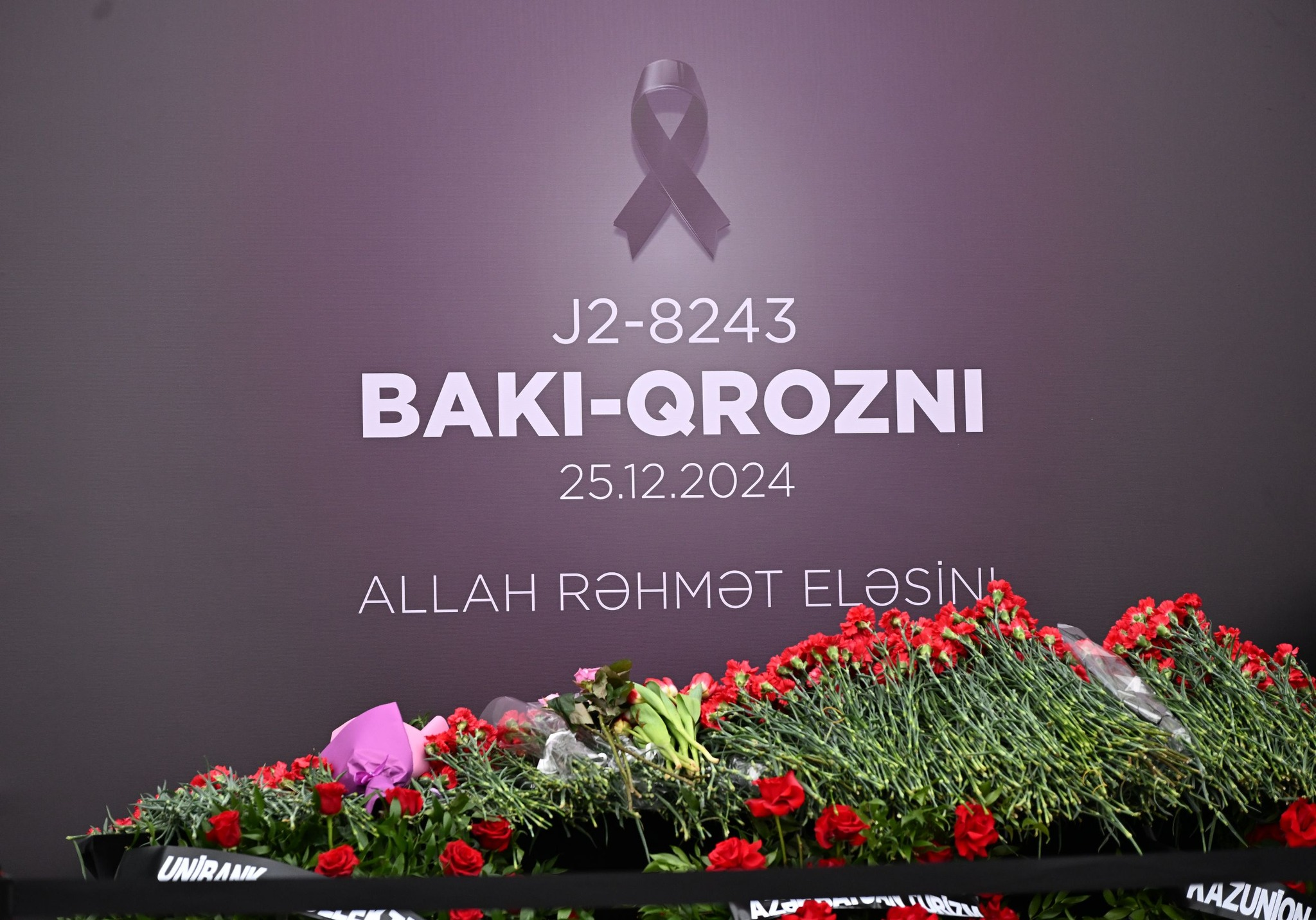
Památník na Letišti Hejdara Alijeva

Ázerbájdžánské aerolinie se k příčině nevyjádřily, s okamžitou platností však přerušily všechny lety do Grozného a Machačkaly. Dne 27. prosince 2024 bylo přerušení letů oznámeno i pro ruská města Miněralnyje Vody, Soči, Volgograd, Ufa, Nižnij Novgorod, Saratov, Vladikavkaz a Samara. Lety dočasně pozastavily z bezpečnostních důvodů i další letecké společnosti, například kazachstánské Qazaq Air přestávají létat z Astany do Jekatěrinburgu, k omezení letů sáhly i společnosti El Al nebo Flydubai. Nadále aerolinie AZAL provozovaly lety do šesti ruských měst.
Událost vedla ke zhoršení vztahů mezi Ruskem a Ázerbájdžánem, ale i dalšími dosud neutrálními zeměmi v otázce ruské války na Ukrajině. Těsně po katastrofě spolu hovořili vrcholní představitelé Ázerbájdžánu a Kazachstánu, zatímco ruskému ministrovi zahraničí Sergeji Lavrovovi ani premiéru Michailu Mišustinovi nikdo z postižených zemí nevolal.
Ázerbájdžánský wrestlingový šampionát byl na jeden den přerušen kvůli státnímu smutku.